# کلیسای ارتدکس توحیدی اریتره
کلیسای ارتودوکس توحیدی اریتره، یکی از کلیساهای ارتودوکس مشرقی است. این کلیسا پیش‌تر جزئی از کلیسای ارتودوکس توحیدی اتیوپی بوده‌است که علی‌رغم بی‌میلی مطرانی اتیوپی، پس از استقلال اریتره در سال ۱۹۹۳، خودمختار شد.

## پیرامون واژه
توحید واژه‌ای از زبان گعز است که به معنای «یکی ساخته شدن(being made one)» می‌باشد. این وازه با واژهٔ عربی «توحید» به معنای «یگانگی و وحدت» مرتبط است. ارتودوکس‌های شرقی بر این باورند که «توحید» اشاره به «یک سرشت واحد از مسیح» دارد که مخالف با اندیشهٔ «دو سرشتی بودن مسیح» است که توسط کلیسای کاتولیک و ارتودوکس شرقی امروزه ترویج می‌شود.